# Neocuatrecasia
Neocuatrecasia là một chi thực vật có hoa trong họ Cúc (Asteraceae).

## Loài
Chi Neocuatrecasia gồm các loài: